# Physikalische Schlafforschung
Die Physikalische Schlafforschung ergründet die Zusammenhänge zwischen der mechanischen Gestaltung eines Schlafplatzes auf der einen Seite und der Qualität des Nachtschlafs auf der anderen Seite. Dabei wird der Frage nachgegangen, wie weit sich physikalisch-mechanische Einwirkungen, wie sie von einer Schlafunterlage auf den Körper während seiner Nachtruhe ausgeübt werden, auf die Schlafqualität und dabei insbesondere auf die Ausschöpfung des für die Lebenserhaltung essenziellen Tiefschlafs auswirken.

## Geschichte
Der Anstoß zur Schaffung dieses Forschungszweigs innerhalb der Schlafforschung geht auf die späten Achtzigerjahre zurück. Hans L. Malzl, Gründer des Salzburger Gesundheitshauses (1988), wollte für die Patienten in seinem Gesundheitshaus die Versorgung mit einer geeigneten Bettausstattung ermöglichen, konnte sich aber auf keine wissenschaftlichen Grundlagen stützen, da es solche zum damaligen Zeitpunkt noch nicht gab. Das war für ihn Anlass, sich selbst um die wissenschaftliche Aufbereitung dieses Themas zu kümmern. So gründete er in der Folge jenen Forschungszweig, der heute als „Physikalische Schlafforschung“ bekannt ist. Um sein Forschungs-Engagement intensivieren zu können, etablierte Malzl im Jahr 1998 das Institut Proschlaf im Ärztezentrum Schallmoos, das seither unter Mitwirkung von Medizinern und Schlafwissenschaftlern verschiedene Projekte zum Thema Schlaf und Schlafplatz-Gestaltung vorantreibt, u. a. auch ein einschlägiges Schulungsprogramm für Fachberater im Matratzenhandel. In Zusammenarbeit mit der Paris-Lodron-Universität Salzburg und dem von  Manuel Schabus geleiteten Labor für Schlaf-, Kognitions- und Bewusstseinsforschung wurde ein „Virtuelles Schlaflabor“ entwickelt, das erstmals eine nahe am Goldstandard liegende Messung der Schlafqualität in den eigenen vier Wänden ermöglicht. Dieses Forschungsprojekt wurde von Salzburg Research, einer Einrichtung des Landes Salzburg zur Forschungsförderung, organisiert und geleitet.

## Forschungsfragen
Die Notwendigkeit zur Betreibung des Forschungszweigs „Physikalische Schlafforschung“ ergibt sich aus dem Umstand, dass es bislang auf folgende elementare Fragen rund um die Abwicklung der Nachtruhe keine wissenschaftlich gesicherten Antworten gab:
- Sind Dreh- und Wendebewegungen während der Nachtruhe normal oder stellen sie eine Gefahr für die Schlafqualität dar?
- Finden solche Bewegungen im Schlaf statt oder muss der Schlaf dazu unterbrochen werden?
- Welche Auswirkungen haben Schlafunterbrechungen auf die Schlafqualität?
- Welche Konsequenzen haben die Antworten auf diese Fragen für die Schlafplatz-Gestaltung?
- Soll eine Matratze eher weich oder fest sein?
- Wie soll ein Schlafplatz gestaltet werden, um die Nachtruhe beschwerdefrei und unter Ausschöpfung maximaler Schlafqualität absolvieren zu können?
- Wie verletzlich ist die Schlafarchitektur des Menschen und welche Gefahr spielt in diesem Zusammenhang die Nutzung einer ungeeigneten Schlafausstattung?
- Warum schlafen Menschen im Urlaubsbett oft besser als zu Hause, obwohl es sich dabei meist nicht um hochqualifizierte Bettausstattungen handelt?

## Forschungsmethoden
Da sich in der Anfangsphase die universitäre Forschung noch nicht dem Thema „Physikalische Schlafforschung“ annahm und die Nutzung eines Schlaflabors für eine private Forschungseinrichtung äußerst kostspielig war, beschränkte man sich zunächst auf empirische Forschungsmethoden. Dabei wurden Daten von Probanden erhoben, verglichen und die Vergleichsergebnisse analysiert. Bereits mit dieser empirisch gestützten Methodik konnten viele Fragen tendenziell beantwortet und richtungsweisende Thesen aufgestellt werden. Im Laufe der Zeit konnten auch universitäre Einrichtungen für eine Mitwirkung an der Forschung gewonnen werden, sodass nun auch mit labortechnischer Unterstützung zur Erhärtung der aufgestellten Thesen beigetragen werden konnte. Heute lassen sich die meisten der ursprünglich gestellten Forschungsfragen gut beantworten und die Antworten auch entsprechend begründen.